# キャンベル・スープ・カンパニー
キャンベル・スープ・カンパニー NYSE:CPB（英：Campbell Soup Company）は、アメリカ合衆国のスープ缶と関連する他の製品を製造・販売する食品製造社である。商号であるキャンベルズ（Campbell's）の略称でも親しまれ、製品は世界120カ国で販売されている。ニュージャージー州カムデンに本社を置く。日本ではキャンベルジャパン株式会社として、本社を東京都港区虎ノ門に構えている。代表取締役はリム・ムーイ・チェン（2025年現在）。

## 概観
近年では非濃縮の特製スープ、乾燥スープミックス、グレイビー（肉汁ソース）を始めとするその取扱濃縮食品に加えて、より広範囲の食品全般を包括するまでに成長している。ここ何年かの間に、キャンベルズはフランコ・アメリカン、ペペリッジ・ファーム、ヴラシック、スワンソン、ミセス・ポールズ、プレゴ、ゴディバ、マリーズといった、他のアメリカの業種買付を行ってきた。ミセス・ポールズとヴラシックはピナクルフーズに売却されている。
企業情報によれば、1994年時点での売り上げ上位3製品はチキン・ヌードル、クリーム・オブ・マッシュルーム、トマトであり、消費者は一年毎におよそ25億個ものスープ缶を購入しているという。
また至る所で目にするその赤と白の缶のデザインは、1960年代のアメリカを代表するポップアートの芸術家・アンディー・ウォーホルの作品「キャンベルのスープ缶」の素材となったことで有名。この缶を題材とし、1962年から1968年にかけて描かれた因習打破的な一連の絵画は、その多くがペンシルベニア州にあるアンディー・ウォーホル美術館（ピッツバーグカーネギー美術館）に展示されている。
この出来事を祝すキャンペーンとして、2004年に同社は、通常の赤と白のデザインとは異なるラベルの全4種の限定デザイン缶を公表した。これら新しいラベルはウォーホルの絵画を模してシルクスクリーンの色調を使用し、上半分が影部分で底側半分は違うデザインといったものである。その一つにはオレンジ色とピンク色を基調とした部分のものがあり、別の影部分は青色である。通常の缶のデザインラベルから逸脱したこのキャンペーンは、同社の100年を越える歴史の中でも数少ない珍しい事例となった。これら限定デザイン缶の販売はアメリカ合衆国東海岸を中心に展開され、大手スーパーの一つであるジャイアント・イーグルを通じてオハイオ州などの西海岸側でもゆっくりと流通の幅を広げている。
日本においては、キャンベル・ジャパンと清水食品を通して日本向けに味を調整した製品が数種類発売されているほか、都市部の輸入食料品店ではオリジナルの各種スープが販売されている。また、沖縄県では米軍統治時代から家庭の常備食として広く親しまれており、特定の銘柄については米国とほとんど変わらない価格（1缶数十円程度）で購入することが可能である。なお、1994年3月から2002年7月31日まではミツカングループとの合弁企業「キャンベルナカノ」が販売を担当していた。
このほか、本商品の他社コンテンツライセンスをサンリオが取得している。

## 企業管理職
キャンベルズを経営する2006年1月現在の取締役会のメンバーは、ジョン・F・ブロック、エドマンド・カーペンター、ポール・チャロン、ダグラス・コナン、ベネット・ドランス、ケント・フォスター、ハーヴィー・ゴラブ、ランダル・ラリモア、フィリップ・リッピンコット、メアリー・D.・マロン、サラ・マシュー、デビッド・C・パターソン、チャールズ・ペリン、バリー・ランド、ジョージ・ストローブリッジ、レス・ビニー、シャーロット・ウィーバーである。

## 沿革

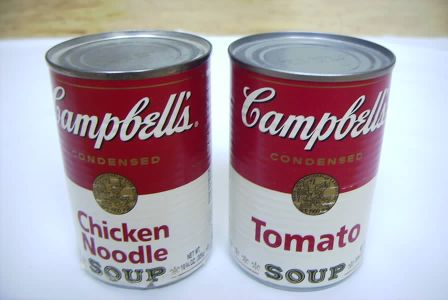
キャンベル・スープ缶　紅白の色合いが特徴的。缶の中央部に描かれているのが、パリ万国博覧会で獲得したゴールドメダルである。

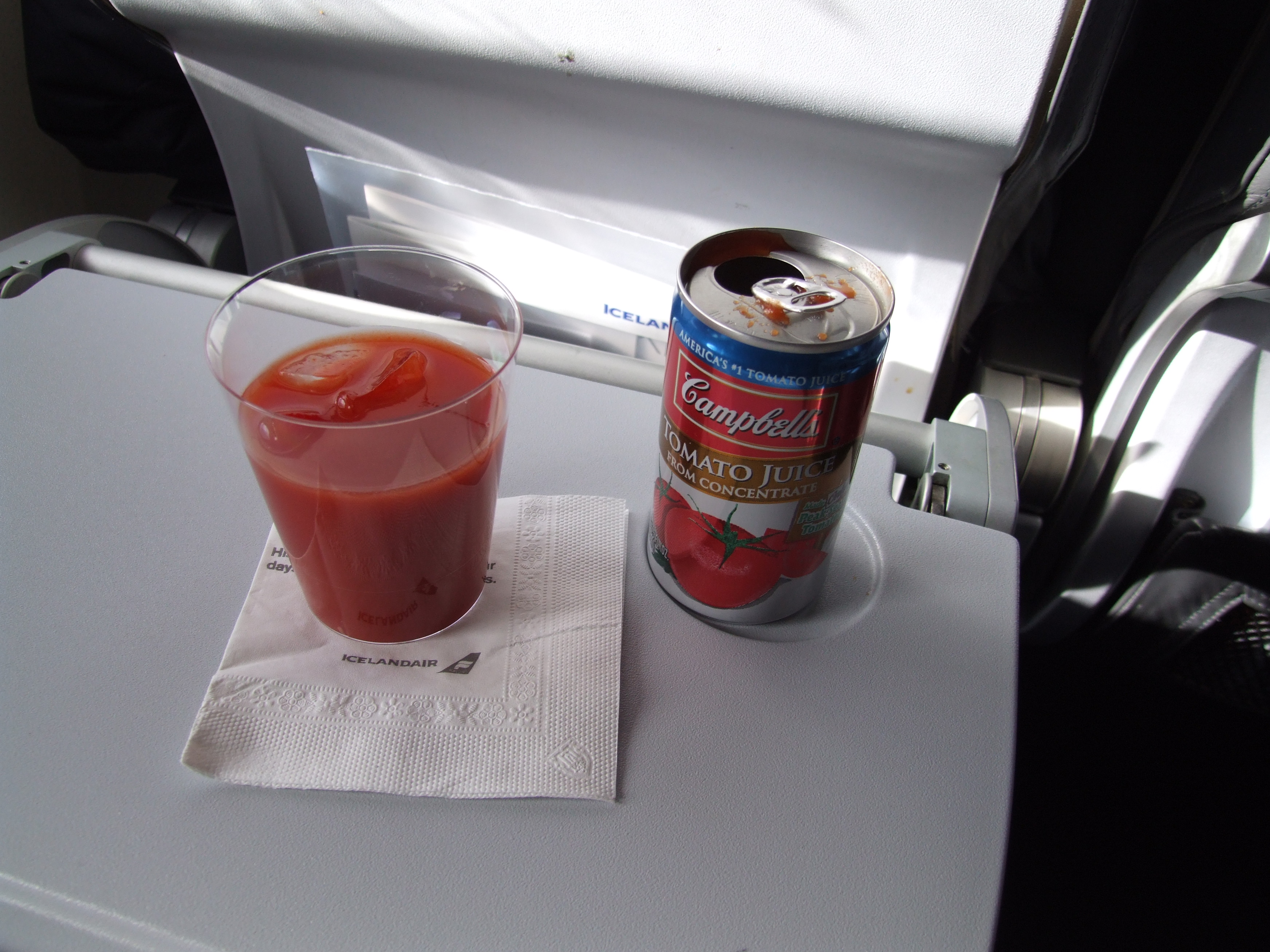
アイスランド航空のフライト中に出されたキャンベルのトマトジュース

キャンベルズは1869年に青果商のジョセフ・A・キャンベルとアイスボックスメーカーのエイブラハム・アンダーソンの手によって設立された。設立当初の社名は「ジョセフ・A・キャンベル保存加工会社」と呼ばれ、缶・瓶詰めのトマト、野菜、ゼリー、スープ、薬味や挽肉を製造・販売していた。
1896年になる頃、アンダーソンは共同事業を退き、新会社「ジョセフ・キャンベル株式会社」を再建・組織するために最初の会社をあとにした。1897年、新しいキャンベル社の協力者となる、ジョン・T・ドーランス博士が、週給僅か7ドル50セントの賃金で働き始めた。マサチューセッツ工科大学とドイツのゲッティンゲン大学で学位を取得する程の才能に溢れる化学者であったドーランスは、最も割合の大きい材料である水の量を半分に減らすことにより、スープを濃縮する商業的に実現可能な製法を開発した。
世紀が20世紀へと変わる頃、当時アメリカの食生活においてスープは必需食料品ではなかったが、ヨーロッパではよく食べられていたものであった。しかし、ドーランスの開発した濃縮スープは、1缶10セントという手ごろな値段とその利便性がすぐに大衆の間で大人気となった。1900年にはパリ万国博覧会にこの濃縮スープ缶製品が出品され、今なおそのラベルに描かれているゴールドメダルを受賞したのである。
1898年、キャンベルズの重役の一人であったハーバートン・ウィリアムズが、自身も参加していたコーネル大学のアメリカン・フットボールチームで使用されていたユニフォームの爽やかな色彩に感化され、赤と白のラベルデザイン案の採用を打診した。この案が採用となり、その紅白の色合いと1900年のパリ万国博覧会で獲得したゴールドメダルが描かれた缶のレイアウトは、今日までほとんど変わっていない。

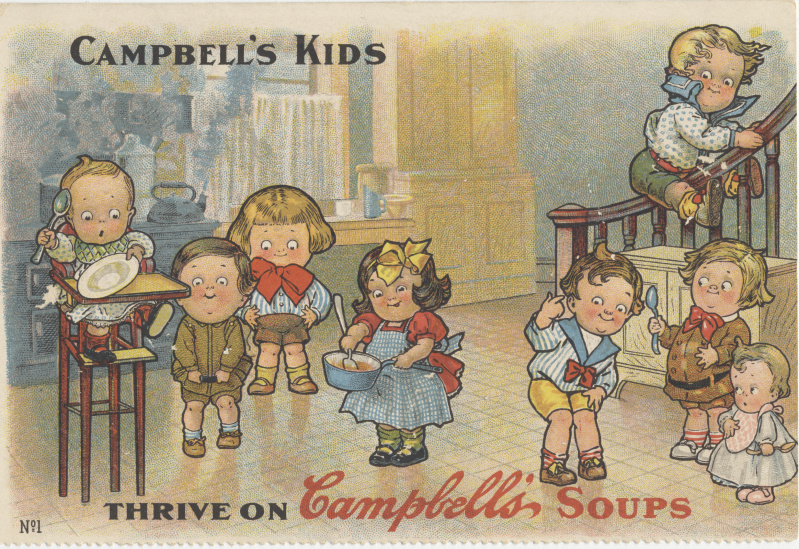
1900年ころのキャンベル・スープ・カンパニーの広告ポスター、「キャンベル・キッズ」、グレース・ドレイトンがデザイン

キャンベル・スープ社は起業当時以来、広告に多額の投資をしており、その販売推進キャンペーンに使用されたものの多くはアメリカの収集用広告市場でも価値のあるものとなっている。最もよく知られているものは「キャンベル・キッズ」スープシリーズの広告のようである。また野菜ジュースである「V8」が発売された当初、アメリカ合衆国第40代大統領のロナルド・レーガン大統領が宣伝用ポスターなどのスポークスマンを務めた。1968年には、1960年代に流行していたペーパードレスにスープ缶が描かれた「スーパー(Souper)ドレス」を、スープ缶を2缶購入した消費者に1ドルで提供した。キャンベルズ製品のメニューブックや、料理本シリーズである「ヘルプ・フォー・ザ・ホステス」もまた製作されている。現代人の味覚には確かに変わった感じがするが、最も長く親しまれているレシピの一つには、トマトスープ・ケーキの作り方などがある。また、1916年に出版された「ヘルプ・フォー・ザ・ホステス」の中でキャセロール料理のつなぎとして手作りしたクリームソースの代わりに濃縮クリームスープの缶詰を使うことが提案され、北米の家庭料理から手作りのクリームソースが駆逐されるきっかけとなった。1949年には「"Easy Ways to Good Meals"（簡単にできる美味しい食事）」というレシピ小冊子の中でスープの缶詰を2、3種類混ぜ合わせて新しい味を作り出す提案をしているが、缶詰のスープを混ぜ合わせること自体は1930年代にすでに行われており、キャンベル・スープ社の発案ではない。
収集用広告に加え、同社は著名な商業用公演施設も所有している。主なものに、以前はアメリカ人俳優のオーソン・ウェルズがニューヨークに設立したマーキュリー劇場という名称であった、キャンベル・プレイハウスがある。キャンベルズは1938年の12月に、劇場が運営するラジオ劇場番組のスポンサーとして引き継いでいる。
2024年9月、取扱商品がインスタントスープ以外にも拡大し、多様化した実態に合わせる形で社名を「ザ・キャンベルズ・カンパニー」に変更することを発表した。同年11月に開催予定の株主総会での承認を経た上で実行する予定としている。

## ブランド
キャンベルズは数々の製品ブランドを所有しており、それぞれ異なった食品ラインへ分類される。以下はキャンベル・スープ・カンパニーの所有するブランドの主なリストである。
スープ
- キャンベルズ・チャンキー - 多くの野菜や素材を使用した非濃縮スープ。
- キャンベルズ・コンデンス - キャンベルズの主力商品。
- キャンベルズ・ファン・フェイバリット
- キャンベルズ・ヘルシー・リクエスト
- キャンベルズ・キッチン・クラシックス
- キャンベルズ・セレクト
- キャンベルズ・スープ・アット・ハンド - 特製の電子レンジ耐熱缶に詰められた飲料用スープ。
- トマト・スープ・ラヴァーズ
- シンプリー・ホーム・スープ

セット食材
- キャンベルズ・サパー・ベイク・ミールキット

ジュース
- キャンベルズ・トマトジュース

ペース社商品
- ペースフーズ - サルサの大衆的食品ライン

ペペリッジ・ファーム社商品
- ゴールドフィッシュ・クラッカーのような自家製クッキーおよびスナック菓子のブランド。ペペリッジ・ファームはクッキー・パン・クルトン・詰め物などの製品も市場で売買している。

プレゴ社商品
- プレゴ・パスタソース

スワンソン社商品
- スワンソン・ブロススープ

V8シリーズ
- V8野菜ジュース
- V8スプラッシュ・ジュース
- V8・V・フュージョン

食品事業
- キャンベル・フードサービス - 学校の食堂事業
- アーノット・ビスケット・ホールディングス - オーストラリアの最大ビスケット製造元であり、市場第2位のスナック菓子製造元。

他ブランド
- デヴォス・レメンス
- フランコ・アメリカン（2004年撤退）
- ゴディバ - ベルギーの高級チョコレートメーカー（2007年に売却を発表）
- ハイセ・タッセ
- ホームプライド
- オクソ
- ラグレット
- ロイコ

## 文化的関連
TVアニメシリーズ「サウスパーク」で、キャンベルズのチキンスープである「ニキル」と炭酸飲料水のスプライトは伝統的治療薬であるが、普通の人はサーズに感染した町の住民を治療するために使用するのだというシーンがあった。この組み合わせは、風邪やインフルエンザへのアメリカの治療薬であるという社会風刺で多くのインターネットの掲示板などに登場する。

## 出来事
- 1972年12月、日本に輸入された「V8野菜カクテルジュース」（177cc缶）のうち、特定の日付のものから基準を超えた鉛（0.6ppm）が検出。輸入元の三井物産が国内に流通した150万個以上を自主回収した[7]。

## 参考
- キャンベルジャパン株式会社ホームページより、会社概要のページ

- Jean Anderson. American Century Cookbook. Potter, New York, 1997.

以下は翻訳元である英語版からの出典項目である。
- ダグラス・コリンズ「America's Favorite Food: The Story of Campbell Soup Company」 （1994年） Harry N. Abrams, Inc. ISBN 0-8109-2592-3
- キャンベルズホームページより、取締役員紹介のページ (英語)